# غريغ روبرتس
غريغ روبرتس (بالإنجليزية: Greg Roberts)‏ هو لاعب كرة قدم أمريكية أمريكي، ولد في 29 نوفمبر 1956 في ناكوغدوشس في الولايات المتحدة.

## وصلات خارجية
- غريغ روبرتس على موقع مرجع كرة القدم المحترفة.كوم (الإنجليزية)